# 岩舟小山バイパス
岩舟小山バイパス（いわふねおやまバイパス）は、栃木県栃木市から小山市に至る国道50号のバイパスである。

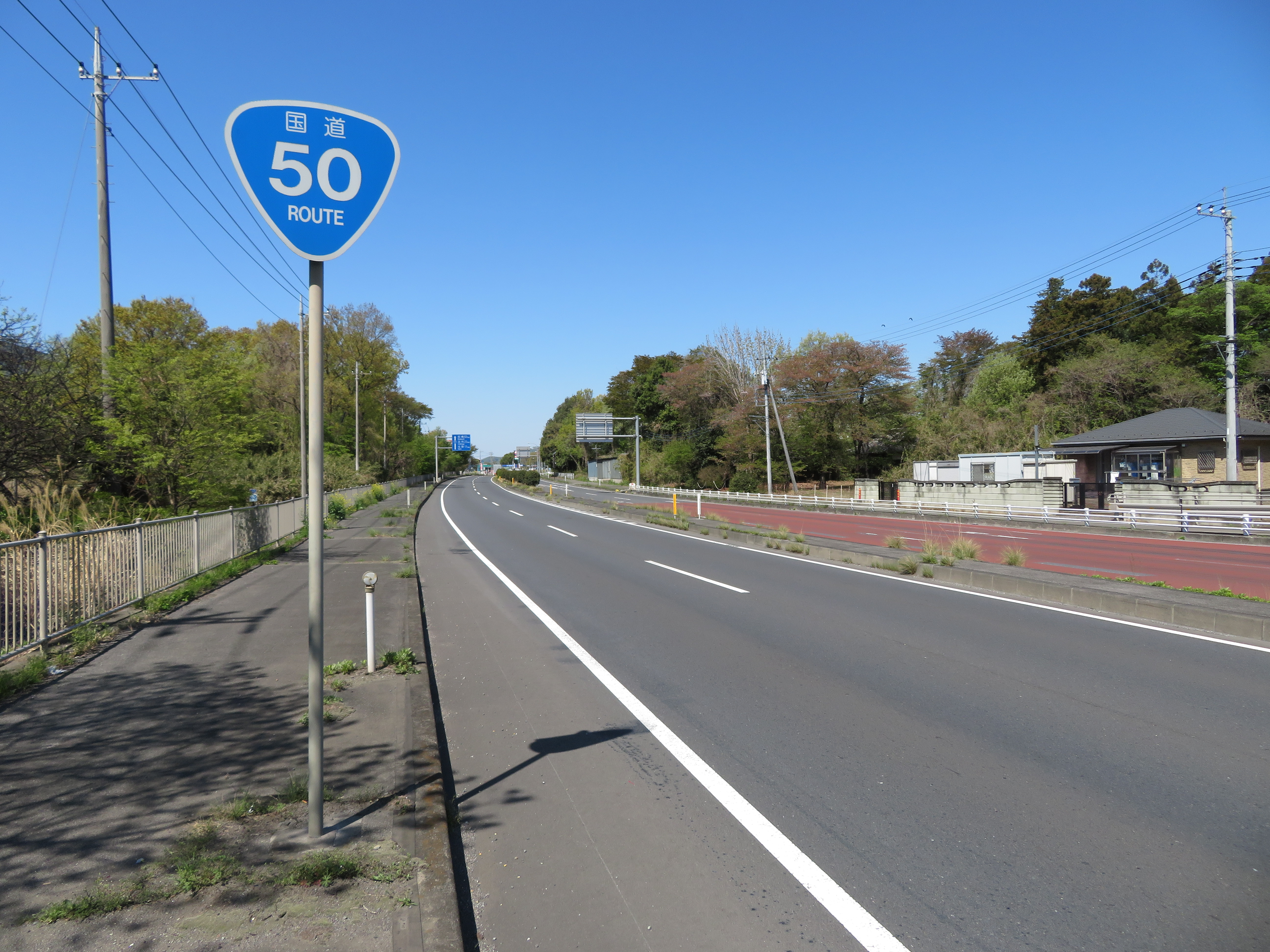
栃木市岩舟町静戸付近

## 概要
- 起点：栃木県栃木市岩舟町静（静交差点）
- 終点：栃木県小山市大字萩島（大行寺交差点）
- 距離：10.3km[1]
- 車線数：4車線

## 歴史
- 1974年度（昭和49年度） - 事業着手
- 1984年度（昭和59年度） - 全線暫定2車線で供用開始
- 1994年度（平成6年度） - 4車線化工事着手
- 2005年（平成17年）3月28日 - 全線4車線供用開始

## 交差する道路
- 栃木県道11号栃木藤岡線（栃木市岩舟町静、静交差点）
- 栃木県道160号和泉間々田線（栃木市岩舟町静戸、鯉ヶ島交差点）
- 栃木県道252号蛭沼川連線（栃木市大平町西水代、西水代交差点）
- 栃木県道153号南小林栃木線（小山市大字下河原田、下河原田交差点）
- 栃木県道174号南小林松原線（小山市大字下河原田、下河原田交差点）
- 栃木県道33号小山環状線（小山市大字萩島、萩島交差点）
- 栃木県道36号岩舟小山線（小山市大字萩島、大行寺交差点）
- 栃木県道264号小山結城線（小山市大字萩島、大行寺交差点）

## 接続するバイパス
- 佐野バイパス
- 小山 - 結城拡幅